# Eocallionymus papilio
Eocallionymus papilio là danh pháp khoa học của một loài cá biển trong họ Cá đàn lia, đặc hữu vùng bờ biển Australia, từ tây nam Tây Úc gần Perth đến miền trung New South Wales, bao gồm cả vùng bờ biển Tasmania, nơi nó được tìm thấy đến độ sâu khoảng 50 mét (160 ft). Loài này có thể dài tới 10 xentimét (3,9 in). Nó là loài duy nhất đã biết đến của chi Eocallionymus.

## Từ nguyên
Eocallionymus bắt nguồn từ các từ trong tiếng Hy Lạp: Ἠώς (Ēṓs, eos) = rạng đông + καλός/κάλλος (kalós, kallós) = đẹp + ὄνυμα (onyma) = tên.
Papilio bắt nguồn từ tiếng Latinh pāpiliō = bướm.

## Mô tả
Các tên gọi thông thường trong tiếng Anh của nó là painted stinkfish (cá hôi thiu sặc sỡ, do có bề ngoài khá giống với common stinkfish (cá hôi thiu thông thường (Foetorepus calauropomus), loài cá với lớp nhớt trên da có mùi chua nồng của thực phẩm thiu thối. Lớp nhớt này có vị đắng và có thể có độc), painted dragonet (cá đàn lia sặc sỡ) hay butterfly dragonet (cá đàn lia bướm).
Nó có các vết màu sặc sỡ trên mặt và trên vây lưng. Là loài cá sống đáy nên nó dành phần lớn thời gian sục sạo kiếm ăn trên vùng đáy nơi nhiều cỏ biển hoặc các đáy nhiều bùn, cát hay vỏ sò vỏ ốc và thường vùi mình trong cát. Nói chung nó sinh sống trong các cửa sông được che chắn, nhưng cũng được tìm thấy trong các ám tiêu đá duyên hải. Là loài cá nhỏ nên khó có thể tìm thấy, đặc biệt là do nó có khả năng hòa mình rất tốt với môi trường xung quanh. Là loài cá lưỡng sắc giới tính. Cá đực có màu tươi hơn nhiều so với cá cái và màu sắc giữa các cá thể có thể thay đổi mạnh. Cá đực có một mẫu hình đốm phía trên và sọc dọc phía dưới trong khi cá cái cũng có đốm phía trên nhưng là các vết màu phía dưới. Ngoài ra, vây lưng đầu tiên ở cá đực lớn hơn và nhiều màu sắc hơn so với ở cá cái. Những con đực và cái đã được quan sát thấy bơi đến cạnh nhau ở phía đáy và sau đó cùng nhau bơi lên phía trên khi giao phối. Chúng nổi lên với vây bụng cọ xát nhau để có thể sinh đẻ, trứng sẽ trôi đi trong cột nước và ấu trùng là sinh vật phù du. Nơi tốt nhất để tìm cá đàn lia bướm là tìm kiếm chúng giữa những vườn hải miên và đồng cỏ biển ở các cửa sông được che chắn.
Vây lưng: Gai 4, tia mềm 7. Vây hậu môn: Gai 0, tia mềm 6-7. Vây đuôi giống như hình quạt.